# Петров Володимир Миколайович (1915)
Володимир Миколайович Петров (рос. Владимир Николаевич Петров, англ. Vladimir Petrov; 1915, Кубанська область, Російська імперія — 17 березня 1999, Кенсінгтон, штат Меріленд) — російський політичний емігрант, політичний в'язень, письменник, авантюрист. Знаний головно як автор автобіографічних книжок «Радянське золото» і «Моя втеча з Росії» (відомих під спільною назвою «Втеча від майбутнього»).